# Chris McCullough
Chris McCullough (The Bronx, 5 de fevereiro de 1995) é um jogador norte-americano de basquete profissional que atualmente joga pelo Washington Wizards, disputando a National Basketball Association (NBA). Foi draftado em 2015 na primeira rodada pelo Brooklyn Nets.